# 164268 Hajmási
(164268) Hajmási, denumire internațională (164268) Hajmasi, este un asteroid din centura principală de asteroizi.

## Descriere
164268 Hajmási este un asteroid din centura principală de asteroizi. A fost descoperit pe 11 noiembrie 2004 la Piszkesteto de Krisztián Sárneczky. Asteroidul prezintă o orbită caracterizată de o semiaxă mare de 2,31 ua, o excentricitate de 0,14 și o înclinație de 3,3° în raport cu ecliptica.